# Textilní beton
Textilní beton je kompozit sestávající z cementové matrice vyztužené plošnou anorganickou textilií. 

## Materiálové složení
- Matrice sestává z jemného betonu (přesně malty) s max. veliostí zrna cca 1 mm a zpravidla s obsahem vysokopecního pucolánového cementu. Chemické složení matrice musí být přizpůsobeno vlastnostem textilie.

- Jako výztuž jsou vhodné textilní materiály s patřičnou pevností a vysokým modulem elasticity. Těmto požadavkům vyhovují nejlépe vlákna z alkalirezistentního skla (ekonomičtější varianta) a z uhlíku (vyšší pevnost).

Filamenty (vlákna) nebo rovingy (svazky obsahující několik set až několik tisíc vláken) z těchto materiálů se zpracovávají na plošné nebo prostorové textilie s mřížkovitou strukturou. Mřížky mají být 3-4 x větší než rozměry zrnek v matrici. Nejčastěji se používají tkaniny v perlinkové vazbě nebo osnovní pleteniny (případně distanční), známé jsou také proplétané rohože.
- Pro zlepšení únosnosti výztuže (ovšem na úkor její flexibility) se textile impregnují vhodným polymerem. Povrstvování (až 20 % objemu) se provádí na hotových textiliích a nebo na strojích s patřičným zařízením během výroby textilie.

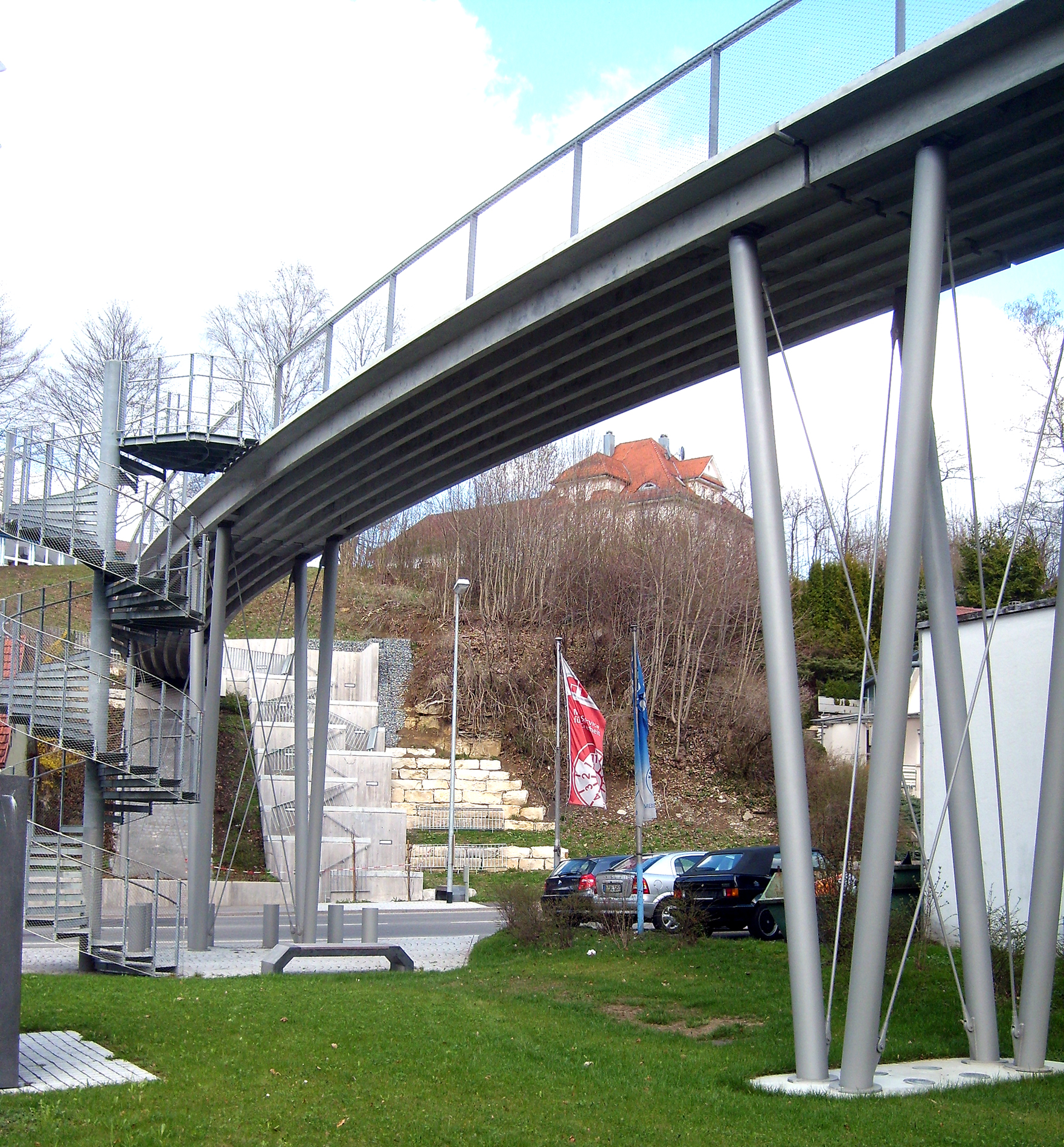
Lávka pro pěší z textilního betonu v německém Lautlingenu (2010)

Příklad složení textilního betonu (v objemových %) :
| Materiál | %  |
| -------- | -- |
| textilie | 5  |
| písek    | 40 |
| voda     | 17 |
| cement   | 24 |
| pucolán  | 13 |
| tekutina | 1  |

## Vlastnosti textilního betonu.
S pomocí textilní výztuže se dá podstatně zvýšit nosnost betonových konstrukcí, jejich duktilita a současně snížit šířky a rozestupy trhlin v betonu. Zároveň je pro textilie oproti železobetonu zapotřebí mnohem menší krycí vrstva. Pevnost v tahu je při praktických stupních vyztužení v porovnání s prostým betonem přibližně pětinásobná. 
Betonové dílce s dostatečnou nosností se dají např. zhotovit se 4-6 vrstvami textilní výztuže v celkové tloušťce 2 cm. 
Předchůdcem textilního betonu byl tzv. vláknový beton, který je vyztužen neuspořádanými krátkými vlákny. Tyto výztuže umožňují jen snížení tvorby trhlin a zvýšení odporu proti tlaku a oděru. Nosnost betonu není příměsí krátkých vláken ovlivněna.

## Použití textilního betonu
Začátky praktického použití jsou známé z prvních let 21. století. 
Přes jednoznačné technické a výrobně technologické přednosti se dosud (do roku 2012) použití nosných dílů z textilního betonu omezovalo jen na jednotlivé projekty.  V širším rozsahu se počítá s uplatněním na fasády, balkony a vyzdívky pecí. Rozšíření brání především nedostatečné zkušenosti s dlouhodobým praktickým použitím. Protože se dosud neprosadila sériová výroba, jsou produkty z textilního betonu poměrně drahé.